# 黎瑞剛
黎瑞剛（1969年6月13日—），中華人民共和國傳媒人，中國共產黨黨員，曾任上海廣播電視台台長、上海文廣新聞傳媒集團總裁、中共上海市委副秘書長、市委辦公廳主任。現任华人文化集团、CMC资本的创始人兼董事長、CEO，香港電視廣播有限公司非執行董事，邵氏兄弟控股董事局主席及非執行董事，上海科技大学创意与艺术学院院长。

## 生平
黎瑞剛祖籍广东中山小榄，祖父和父亲都说广东话，自己则会听不会说。因早年父母響應國家号召到甘肅支边，黎瑞剛於甘肅蘭州出生，幼年隨祖父母在上海長大，高中就讀於复旦附中。高中二年級时加入上海《青年報》學生記者團，担任記者，随團的成員還包括前鳳凰衛視主持人闾丘露薇，以及原文新集團社長胡劲军。高三时由于户口不在上海，转学回户口所在地兰州参加高考。1987年，被复旦大学新闻系录取，在校期间任复旦大学校报《复旦人报》（现《复旦人周报》）的主编。1994年於復旦大學新聞學院硕士毕业后，进入上海电视台从事新闻和纪录片的编导工作，其後又曾前往哥倫比亞大學擔任訪問學者。1997年创办《新闻观察》栏目并任制片人，1998年至2001年，任上海市广播电视局总编室副主任。
2002年，任上海文广新闻传媒集团总裁和上海第一财经传媒有限公司董事长。任内倡导集团旗下的广播电视媒体全面介入市场竞争，建立现代企业制度，旗下第一财经、生活时尚、东方卫视实施公司化运作。他还推动集团的国际合作，并在2003年初与CNBC建立了战略伙伴关系，于2004年先后与环球唱片、CJ家庭购物、维亚康姆成立了合资公司，同时带领集团实现收入增长近10倍，从18.5亿元增长到2011年的167.3亿元。任内还创立了华人文化产业投资基金，同时实施了“制播分离”改革方案，由此黎瑞剛改任上海广播电视台台长、上海东方传媒集团有限公司总裁。
2011年，创立华人文化（或称“CMC”，旗下包括先后成立的CMC资本和华人文化集团），并在短短几年内领导其成为国内最有影响力的文化产业投资及运营综合性集团之一。同年7月离开SMG，任中共上海市委副秘书长兼中共上海市委办公厅主任，2012年7月，出任上海文广集团（SMEG）总裁。2014年3月，原，原上海文化广播影视集团、上海广播电视台、上海东方传媒集团有限公司实施整合，黎瑞刚出任新合并组建的上海文化广播影视集团有限公司董事长、总裁、党委书记、上海广播电视台台长。2015年1月，不再出任上海文化广播影视集团有限公司总裁、上海广播电视台台长。2017年7月，卸任上海文化广播影视集团有限公司董事长、党委书记。2017年10月起，任上海科技大學创意与艺术学院院长。

## 電視廣播有限公司股權爭議
2015年4月入股電視廣播有限公司（TVB），成為股東之一。但按《廣播條例》規定，黎瑞剛為廣告宣傳代理商董事，不能擔任電視牌照持牌人，除非獲得政府事先批准。
2016年8月16日，香港行政長官會同行政會議批准電視廣播有限公司的申請，准許黎瑞剛、陳國強、許濤和李寶安以《廣播條例》下「不符合持牌資格人士」的身份對TVB行使或繼續行使控制，換言之，有「中國梅鐸」之稱的黎瑞剛可以操控TVB。政府亦解釋，黎的代理商並沒有在香港市場營運，或在香港市場無甚影響力，因此予以批准。
2016年10月，黎瑞刚被電視廣播有限公司任命为董事局副主席兼非执行董事，其後出任香港邵氏兄弟董事局主席兼非执行董事。
2017年1月10日，電視廣播有限公司宣佈交還旗下無線網絡電視收費電視牌照，結束近13年的收費電視業務，未來轉戰OTT市場。有報導指，黎瑞剛在出任電視廣播有限公司董事局副主席後，就先向收費電視開刀，將業務重心轉移到發展潛力大的OTT市場。
2017年5月，香港證監會經調查TVB的一項商業回購計劃後，質疑「中國梅鐸」黎瑞剛是TVB實際大股東，更猜測其背後另有「話事人」。證監會表示，集團現時最大單一股東“Young Lion Holdings”，涉及不同股權架構，因此要求TVB交代大股東股權架構全部詳情。消息稱TVB拒絕就範，不排除就此司法覆核。
2020年4月，不再出任電視廣播有限公司（TVB）董事局副主席，並留任非執行董事。

## 家庭
黎瑞刚于2017年10月与生于重庆的杨媛草结婚。她是电视制作发行公司IPCN的CEO，也是野草制作公司的创始人。

## 其他相關
- 朱咏雷
- 裘新
- 王建军

## 相關
- 無綫電視人員列表
- 李彤